# Sarah Chofakian
Sarah Chofakian é uma estilista brasileira, que cria sapatos e acessórios femininos em couro, feitos à mão. Como designer autodidata e fascinada pela arte de criar sapatos, Sarah resolveu abrir um negócio próprio lançando a marca que leva o seu nome em 1995, com a abertura da sua primeira loja na Alameda Lorena, nos Jardins, em São Paulo.
Com raízes armênias e 3.ª geração na tradição de comércio, Sarah sempre teve olhar atento para os negócios, mas nunca deixou de lado o gosto pela arte, característica herdada de sua mãe, na época artista plástica; e que se revela em criações autorais e inusitadas. Suas criações são conhecidas pelo conforto e design autoral, que privilegia o uso de técnicas artesanais.
Psicanalista por formação, Sarah se especializou pela Biblioteca Freudiana Brasileira e chegou a atuar na área por cinco anos. Atualmente, os modelos criados por Sarah são vendidos em suas quatro lojas próprias na cidade de São Paulo.
Segundo a revista Casa Vogue, "Sarah é considerada uma das principais designers de sapatos femininos do Brasil", e a revista Marie Claire a elogiou como "famosa pelos sapatos super femininos e confeccionados artesanalmente". Foi a primeira designer brasileira a receber o Prêmio de Comércio Exterior da Câmara de Comércio Brasil e França, e vem ganhando visibilidade no mercado internacional com pontos de venda em 13 países. Jonas Furtado, na coluna "Gente" da revista Isto É, disse que ela "fez fama ao colocar sua assinatura em alguns dos pés mais cobiçados e invejados do País. Na roda de famosos e descolados, ter um sapato by Sarah Chofakian é sinônimo de bom gosto e status".

## Desenhos icônicos e colaborações nacionais
Em 2004, Sarah criou o modelo que leva seu nome, o d'orsay "Sarah", que se tornou o modelo icônico da marca. A cada nova coleção é reeditado em novas core e novos materiais. Nesse mesmo ano, recebeu uma homenagem da UGAB (União Geral Armênia de Beneficência) pela excelência na moda brasileira,[carece de fontes?] e em 2010 ganhou a premiação da Câmara do Comércio Brasil-França, como como micro empresária do ano.
Em 2015, lançou a coleção colaborativa Sarah Chofakian para a C&A, e desenvolveu modelos de sapatos exclusivos para o desfile da coleção de Verão 2016 na SPFW do estilista Reinaldo Lourenço. Em 2018, lançou o primeiro perfume da marca, com notas de figos sicilianos em corpo de lavanda e flores.

## Colaborações internacionais
Combinações de cores inusitadas, qualidade e conforto são as principais características de seus sapatos femininos, que ganharam o cenário internacional. Nos anos 2000, Sarah foi convidada a desenvolver uma coleção em parceria com a marca francesa Stephane Kélian.[carece de fontes?] Mais tarde, em 2014, em uma nova parceria internacional, assinou uma coleção de sapatos para a marca francesa Repetto, que devido ao grande sucesso, teve uma segunda em edição em 2015; ano em que foi convidada pela Disney, para desenhar sua versão do icônico sapatinho da Cinderela.

## Prêmios
- União Geral Armênia de Beneficência - Excelência na moda brasileira (2004)
- Câmara do Comércio Brasil-França - Microempresária do ano (2010)